# 宝蓮院 (徳川宗勝正室)
宝蓮院（ほうれんいん、1710年11月22日（宝永7年10月2日） - 1730年5月8日（享保15年3月22日））は、江戸時代中期の女性。後の尾張藩第8代藩主・徳川宗勝の分家当主時代の正室。父は徳川吉通。別名は三姫。

## 生涯
父は尾張藩第5代藩主の徳川吉通。母は側室の尾上（清水院）。
1728年（享保13年）9月15日、父の従弟にあたる、尾張徳川家連枝のひとつ川田久保松平家当主の松平友相（のちの徳川宗勝）の正室となり、1730年（享保15年）3月15日に長男（萬彌）を出産する。しかし、その7日後に三姫は死去した。法号は宝蓮院殿澂誉浄心智泉大姉。